# Macellicephala nationalis
Macellicephala nationalis är en ringmaskart som först beskrevs av Haecker 1898.  Macellicephala nationalis ingår i släktet Macellicephala och familjen Polynoidae. Inga underarter finns listade i Catalogue of Life.